# Jean Breloux
Jean Breloux dit Jean-Baptiste Breloux, né le 25 mai 1823 à L’Isle-Jourdain (Vienne) et décédé le 4 novembre 1893 à Nevers (Nièvre), est un constructeur mécanicien.

## Biographie

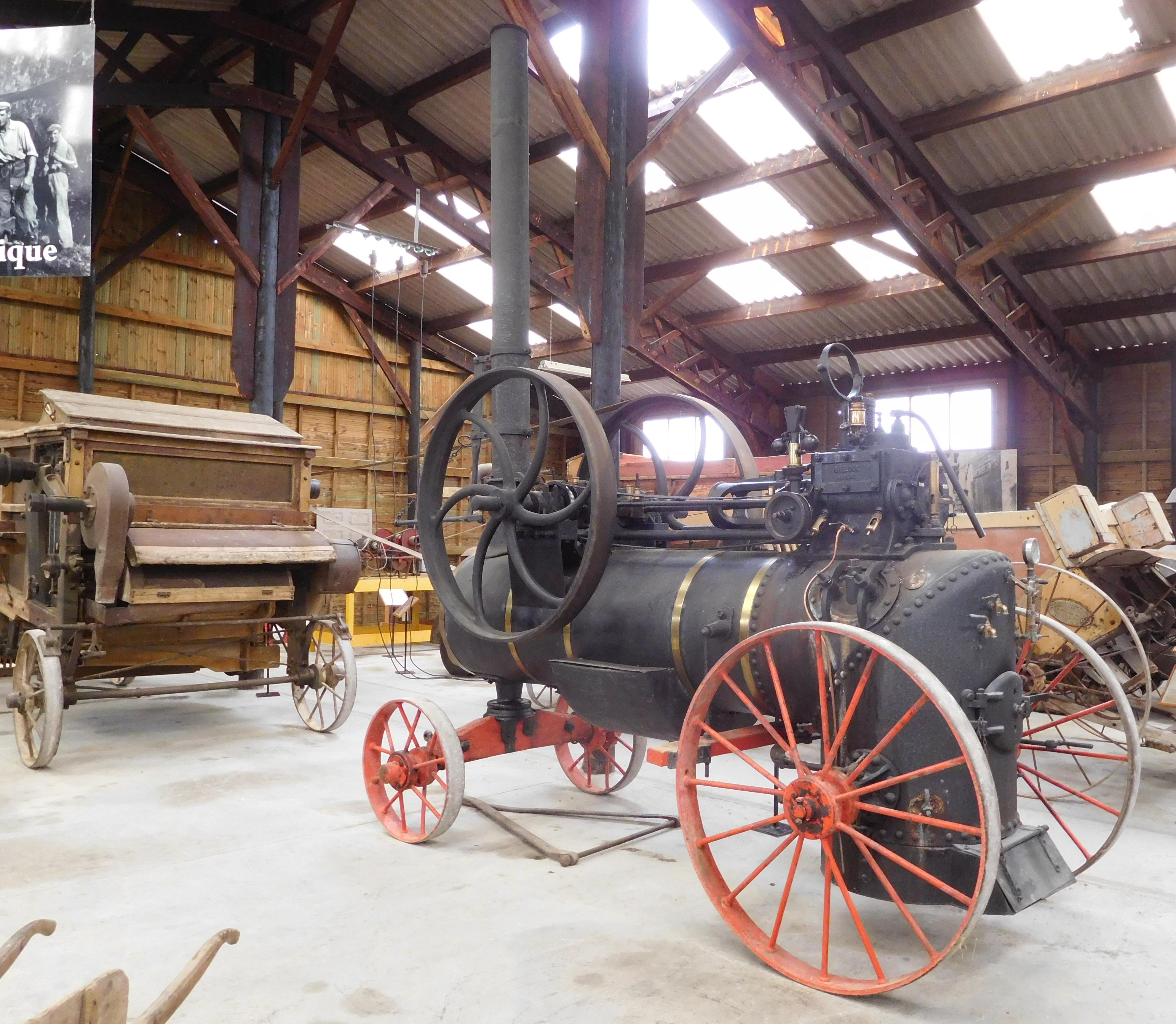
Locomobile Breloux Ardente R7 de 1926 au musée de la machine agricole et de la ruralité (Saint-Loup, France).

Jean Breloux travaille dans le secteur des machines agricoles dès l’âge de quatorze ans. En 1850, il travaille comme collaborateur à l'entreprise Pinet à Abilly (Indre-et-Loire) où il coopère à la propagation du manège Pinet qui permet le « dépinage » mécanique des céréales.
En 1863, il fonde à Nevers une usine de machines agricoles d’où sortent des instruments aratoires, des batteuses et des locomobiles.
En 1880, il crée une machine à vapeur destinée à forer des puits artésiens. Cette invention a eu pour résultat de rendre possible la submersion de centaines d’hectares de vignes dans différentes parties des départements méridionaux.
Il est juge au tribunal de commerce de Nevers pendant quinze ans et administrateur de la Caisse d'épargne pendant vingt ans.

## Distinctions
- 1878 : Médaille d’or à l’exposition universelle.
- 1889 : Médaille d’or à l’exposition universelle[7].
- 24 décembre 1889 : Chevalier de la Légion d'honneur[8].